# 天才料理少年 味の助
『天才料理少年 味の助』は宗田豪による漫画作品。「週刊少年マガジン」に2003年47号から2004年38号まで39回にわたって連載された。少年マガジンコミックス全5巻。作者にとっては初めての週刊連載となった作品。

## 概要
中学生でありながら抜群のセンスを持ち、「百舌（もず）」と呼ばれた伝説の料理人を祖父に持つ少年「味の助」が、料理を通して様々な人と触れ合い、成長していく物語。単行本のおまけ４コマでは、台風が北海道まで勢力を保ったまま北上したり、新章で萌乃香の親戚の家に遊びに行ったつもりが親戚が一切出てこないまま終了したり、クズな奴等や外道な連中まで登場人物にいたり、堂々と器物損壊や暴行を働きながら逮捕されないバーガーモンスター（後述）など、ストーリー上の矛盾を自虐的にネタにする体裁がとられている。

## 登場人物
徳川 味の助（とくがわ あじのすけ）
14歳の中学2年生（ホテル編からは3年生）。伝説の料理人の孫。伝説の料理人の遺伝子が受け継がれており、家庭科の調理実習において題目がオムレツだったのにもかかわらずカニ玉を作るほどの腕前。料理には小学校に上がったばかりの頃に興味を持ち始めた。現在は母一人子一人。
後述の神宮寺徹との出会いによって降りかかった店の危機の最中、萌乃香が差し入れてくれたカツサンドを口にした事で、祖父の才能と百舌の力を開眼させる。
アイデアが思いつかなかったり窮地に立たされると、いきなり泣きながらパンを口一杯に頬張る、エビを獲ろうと泳げないのにもかかわらず嵐の中浮き輪ひとつで海に飛び込む、自棄になって熱した鉄板の上で焼かれているハンバーグを手で押さえつけるなどの奇行に出ることもある。普段はだらしないが、料理のアイデアを思いついた時は萌乃香も驚くほど表情が引き締まる。人から救いを求められると、営業中の店を放り出して駆け付けるなど人情味が厚い。しかし、陰険な客に対してつい激昂して謝罪を要求するなど、サービス業従事者としての嗜みは成長途上である。
徳川 優作（とくがわ ゆうさく）
味の助の祖父で「料理界の魔術師」または「百舌」と呼ばれた伝説の料理人だったが、味の助が幼少の頃（本編開始の10年前）に交通事故で他界している。
神宮寺からただ一人ライバルと認められ、かつ彼を料理勝負で負かし、「本物の天才」と言わしめた人物でもあり、本来なら大帝国ホテルの総料理長の座に就くはずだったが、表舞台に出るのを嫌がる性格と「一対一で客に向き合いたい」との意向から神宮寺に譲る形で辞退した。
「百舌」の由来は、ありとあらゆるジャンルの料理を極め、『百の味覚』を持つと言われたことによるもの。
味の助の母
味の助の母親で、優作の娘。父の店である洋食屋「mama」を受け継いで経営している。料理がまったくできないため代わりに味の助が料理を作っている（回想から、ご飯を炊く程度はできるらしい）。なお、洋食屋にもかかわらず「mama」を訪れる客は中華料理であるカニ玉を注文している。コロッケ店の窮地に至っては、自分の店を休みにしてまで協力をするなど、人が好い。なお、味の助の父については最後まで事情が描かれることはなかった。
沢渡 萌乃香（さわたり ほのか）
味の助の同級生であり、幼馴染でもある。味の助のピンチには身近にいて調理の手伝いや味見で協力したり、またアイデアに結びつく行動を起こしたりする。食べただけで素材や調理法を言い当てるなど、かなりの食通の面もある。かおりたちが味の助に興味を示すことに危機感を抱いている。幼いころに挫折しかけた味の助をおにぎりで救ったことがある。
料理に没頭して学校に来ない味の助を心配する一方で、自身が期末テストで10点、必死で勉強したにもかかわらず次の中間テストで5点しか取れず、味の助をはじめ斉藤、かおり、池田らと違って自分には打ち込めるものが勉強しかないのにそれも結果を出せなかったという理由から、自宅の自室にひきこもり不登校になった。前回の失敗を挽回するチャンスだった賄い当番を無断欠勤してまで作った、味の助の料理を食べて、再び学校へ通うようになる。
萌乃香の母
それまで手のかからない子供だった萌乃香が模試をさぼったことを咎めたところ反論されパニックになって大喧嘩をする。丸一日経っても家の中が泥棒に荒らされたままのような散らかり具合だったが、それを片付ける気力もないほど落ち込み、訪ねてきた味の助に助けを求める。
中村（なかむら）
味の助の通う学校の家庭科の女性教師。オムレツ作りに失敗した生徒らを厳しく罵り、内申点をちらつかせて生徒を脅す。味の助に対しては、美味さを認めたものの、題目を無視したことに対して体罰を行った。
神宮寺 徹（じんぐうじ とおる）
「料理界の番人」と呼ばれるほどの料理評論家の下衆男。味の助の店が洋食屋なのにもかかわらず丼物を頼み、出されたカツ丼を不味いと酷評し、客が途絶えるまでの状況に陥れるも、外道な事を平然としている。
元は大帝国ホテルの総料理長を務めたほどの腕前を持つ料理人で、優作とは同世代だが、彼に一度も勝つことができなかった事を根に持っている
京極が味の助のところへ押しかけた際もタイミングよく娘を伴って二人の勝負を演出したり、ハンバーガー勝負には介入はしなかったものの結果を知っていたりなど、味の助に対する思いはひとかたならぬものがある。そして、京極との対決を通じて優作の素質と血が味の助へ確実に受け継がれたのを確信した。また、彼に師匠がいないのが問題と言って、天堂を紹介した。
新たな味覚として「あたたか味」を提唱している。
斉藤 和良（さいとう かずよし）
味の助のクラスメートであるが味の助より1つ年上の15歳。学校では「伝説の武闘派」と呼ばれるなど恐れられているが、一方で親思いの一面があり、味の助に美味いコロッケを作って親の経営する精肉店を助けて欲しいと懇願する。中学生でありながら暴走族のリーダーであり、大勢のメンバーがエプロンを着用して手伝いに駆けつけるほど信頼が厚い。また味の助対京極の料理対決では、話を聞きつけメンバーとともに横断幕をいくつも持参して応援に駆け付けた。
おり絵（おりえ）
誰も食べようとしなかった味の助のコロッケを、ライバル店で購入するのを待てず親の静止も聞かずに、一番に試食した少女。コロッケから飛び出た肉汁を「こんなの初めて」と喜んだ。彼女の食べるのを見た通行人らが斉藤の店のコロッケに殺到、大手コロッケ店を圧倒し、精肉店廃業を思い留まらせる結果に繋がった。
平山 かおり（ひらやま かおり）
味の助の学校に通う天才水泳少女。スランプになり、同時に大好きなスパゲティすら食べられないほどの拒食症に陥ってしまう。味の助の作った蟹ミソのパスタで元気を取り戻す。スランプおよび拒食症の原因は両親の離婚に加え、コーチや専属栄養士が用意した食事を一人で摂ることへの寂しさによるもの（カロリー計算などがなされた彼女専用の食事であるため、同居している母親が食べられないのもある）。蟹ミソのパスタの匂いにつられてかおりの家に立ち入った群集に対しても「こんなにさびしくない楽しい食事、ほんとに久し振り」と喜んでいた。
青山 光（あおやま ひかる）
かおりが拒食症になったため雇われた料理人。女性に受ける料理を作るのが得意。かおりに自分の料理を食べてもらえなかったのにもかかわらず、味の助に対して「こんな中学生に何が作れるのか」と嘲笑する傲慢な面を見せている一方、裏であらゆる女性のニーズを日夜研究して女性が喜ぶパスタを作り、自分の店を人気店へと築き上げた努力家でもある。
渚（なぎさ）
函館の小島 にある旅館の娘。萌乃香の親戚の家を訪ねるべく、彼女と共に函館を訪れていた味の助とぶつかり、スカートの中を見られたという理由でバイト先の定食を注文させるが、出されたカニ汁の隠し味を当てたという理由で実家の旅館へ招待した。なお、渚の働いている定食屋では客が平然と渚に対しわいせつな行為に及んでいる。
渚の祖父
「伝説の漁師」と呼ばれるほどの名漁師。味の助が渚の旅館に訪れた時に倒れ一時危篤状態に陥った。生死の境をさまよう状況で医師のすすめにより食餌を摂ることになり、エビを所望する。味の助が作ったエビの味がする各種魚介の寿司を食べ、満足して息を引き取ったが、翌日蘇生した。
実は以前（当人曰く40年前）、仕事で大失敗して莫大な借金を抱えてしまい、家族を残したまま海で投身自殺しようとしたのだが、たまたま近くで野宿をしていた味の助の祖父・優作に呼び止められ、（半ば強引に付き合わされる形で）優作の作った寿司や石焼き、海鮮鍋を食べ、優作から「大切な命を食べたんだから、その分生きてみましょうよ」と諭されたことで自殺を思いとどまり、北海道に留まって漁師を目指すべく再起した過去がある。
京極 一（きょうごく はじめ）
味の助の祖父・優作と対となすほどの料理人であった京極健吾の孫であり、味の助と同じ年の少年。中学2年生にもかかわらず高級レストランで働いており、味の助との勝負の日取りが前日に決まったのにもかかわらず、勝負の日に3日間煮込んだ牛すじの煮込みを出したほどの天才。3歳の時から腕とフライパンを包帯で巻いて振る特訓をしている。
（当初は）まどかを審査員にした味の助との料理勝負では観客から大絶賛を受けて味の助を圧倒したが、それはあくまでも見た目の良さと調理の豪快さ、そして自身の知名度によるものであり、最終的な味の勝負で逆転されて敗北。完璧な勝利を宣言し、再戦を誓った。
なお、祖父である京極健吾は名前だけの登場で、既に故人。一本人曰く「二人（＝優作と健吾）は出会う事なく料理人人生を終えた」とのこと
上村 まどか（うえむら まどか）
アイドル女優で、神宮寺徹の娘。味覚については神宮寺の折り紙付き。京極とは以前からの知り合いで、彼の勝利を確信する会話などを厨房に出入りして行っている仲であるが、味の助と京極の料理対決では神宮寺の指名により「第三者」として審査員となる。自分が歌手だからと言って「オイシイ音」を勝負のテーマに選んだ。
美味しいものを食べると体が火照って熱くなる体質で、京極の海鮮中華おこげや味の助の作った蕎麦を食べては公衆の前でも服を脱ぐ。なお、判定は「私には決められない」として群集を呼んで決めさせていた。
池田（いけだ）
味の助の保育園からの同級生で、サッカー部のエース。パン屋の息子で、両親が経営するパン屋が経営難に陥ったため、味の助に助けを求める。
池田 優衣（いけだ ゆい）
池田の妹、10歳。
池田の父
池田と優衣の父親。「味の池田屋」を経営している。商店街に本店を置き、製パン・卸売・移動販売を行っていたが、その移動式ハンバーガー店の出先にハンバーガーモンスターが出店し経営難に陥る。しかし、それでみんながおいしいハンバーガーを食べて満足しているなら良いと言い切るほどの謙虚な人物。一代で築き上げたその店は、幼稚園児だった頃お金がないのにこっそりハンバーガーを食べさせてもらった味の助にとって、第二の故郷と言わしめるほど。
ハンバーガーモンスターの店長
カウボーイ風のアメリカ人でテンガロンハットをかぶり、片言の日本語を話す。池田屋の営業先の隣で「ハンバーガー怪物（モンスター）」を開き、客を根こそぎ奪っていた。味の助が一口食べただけで大絶賛するほどの味で、ハンバーグもパンも極上のもの。
自店の日本人店員に対する暴力を見咎めた池田に対して、挑発的に日本人の肉食文化を貶した。それに怒って殴りかかった池田を逆に投げ飛ばして顔面を踏みつけ負傷させるなどの暴行致傷行為や、池田のパン屋の看板を破壊する器物破損行為などを行なっている（これを止めようとした味の助の母にも暴行を行っている）が、警察に通報された形跡はない。中指を立てて舌を出し笑いながら下品な発言を繰り返しており、「日本人においしいハンバーガーは作れるわけがない」とまで言い切っていた。池田屋がどこで移動販売を開始してもそこへ自分の店を出店させてくるほどの徹底して攻撃していたが、ハンバーガー勝負に敗れたら潔く詫び、店を撤退させた。
Mr.マグワイア
彼のつける星でその店の評判が変わるとまで言われている、アメリカナンバーワンの料理評論家。味の助がハンバーガー勝負の再戦に挑んだ時にたまたま味の助のところの商店街を訪れ、審査をかって出た。
天堂 猛司（てんどう たけし）
若手ナンバー1と呼ばれるフレンチの料理人で、「千手の天堂」の異名を持つホテルグランシアス内のフランス料理店総料理長、35歳。神宮寺の紹介で働くことになった味の助に対し「2世料理人が大嫌い」と言い放ち、さらに優作をインチキ料理人と罵っていた。表情に乏しく常に怒っているような顔つきで、口数も少ない。目の前で味の助が見ていても判らないほど素早く、なおかつミリ単位でエビに隠し包丁を入れるほどの鮮やかさと速さを兼ね備える包丁技は、千手の異名に恥じぬ技量。
大河原とのトラブルでは、店の存続を味の助に任せるなどの一見投げやりな態度に出る。また一方では味の助の実力を確かめるため、レストランの新メニュー考案審査会では倉庫にこっそり隠れて、味の助にフルコースを作らせた。
優作を嫌悪していた理由は、以前優作の弟子であったが修行途中で優作が死んでしまったためであると味の助らに明かし、ホテルに一本だけ残され、自身のお守り代わりに持っていた優作の包丁を味の助に託した上で、彼を「百舌」の後継者と認め、「お前はお前のままで料理を作り続けろ」とエールを送る。
橘 美鈴（たちばな みすず）
天堂の店で働くウエイトレス。萌乃香に似ている。渚と同じシチュエーションで味の助に下着を見られる。丼対決の前に百田のアイデアで始まったオムライス勝負では判定をすることになる。
百田 栗太郎（ももた くりたろう）
14歳。12歳で上京し2年間、天堂の店で働く料理人見習い。ミキサーの大音量を誰にも聞かれずに調理したり、搾りたての牛乳を容器に入れて振り一瞬でバターに変えたり、味の助がまだ一品も作らないのに二品を仕上げるほどの技能を持つ。それだけではなく空腹の理菜に気づいて前菜をすぐに仕上げるなど、接客業の基礎を身に着けている。
天堂の指名で味の助との丼物対決を行った。その後は味の助の能力を認めてタッグを組む。大河原に出す料理に手を抜かない味の助に感心して、それ以降は苗字ではなく「味の助」と呼ぶようになった。
春風 理菜（はるかぜ りな）
味の助曰く「今人気ナンバーワン」のセクシーアイドル、19歳。天堂の店を訪れた際、その日一番に来た客ということで、味の助と百田の丼対決の審査をすることになり「おいしい香り」をテーマに選ぶ。かなりの大食いなのか、百田の作った前菜や丼物4杯を食べても平然としていた。
大河原（おおかわら）
現職の大臣で、次期内閣総理大臣候補と言われるほどの大物政治家。コックたちが「見事なロアゼ」と絶賛した百田の調理したステーキについて、注文時に焼き方を指定しなかったのに食べもせず「肉の中が赤い」と怒り出し、メインを運んだ美鈴に暴言を吐く。また激昂した味の助に対しては、店やホテルの存続をちらつかせたりした。なお、普段から権力を笠にあちこちの店で同様のいびりをしている模様。
その一方で、ハムサンドやエビフライ、ネギトロ巻きやアイスクリームの天ぷらなどフレンチとはかけ離れた料理にはご満悦だった。この後、百田のステーキも満足して食べ、素直に頭を下げて謝罪し、「政治家になったばかりの頃は、こいつら（＝味の助と百田）の様なまっすぐな志を持っていたのに……」と自身を恥じつつ、「最高の部下を持っているな」と天道を評価し、「これからもこの店に料理を食べに来させてほしい」と褒め称えた。
熊田（くまだ）
天堂の店の副料理長、38歳。天堂をも凌ぐと言われるほど、肉料理を得意としている。彼の作る特製スペアリブ「熊田スペシャル」は、誰にも見られず一人別室にこもって作るというもので、フォークですくい上げただけで音もなく骨から肉が離れるほど。病気の子供でも食べられるという繊細な料理である。
鬼軍曹と呼ばれるなど店員には恐れられており、調理室を覗こうとした味の助を殴り飛ばしたこともある。しかし、それは味の助をきちんとライバルとして見ていたからであり、自分自身で切磋琢磨することを期待してのものであった。また、正太のために自ら料理を運んだり、車に撥ねられて入院していたにもかかわらず病院を抜け出してきてスペアリブを作ろうとするなど、客を大事にしている。味の助が自分の調理法に気づいた時は、それまで秘伝だったレシピを大勢のコックの前で公表させた。
正太（しょうた）
月に1回、熊田のスペアリブを食べに店を訪れる病弱な少年。入院した熊田の代わりに味の助の作ったスペアリブを食べた。
前田 基比呂（まえだ もとひろ）
通り名は「日本料理界の生き字引」。ホテルグランシアス内の日本料理店総料理長。辛い料理が苦手であり、新メニュー考案審査会にて味の助が出した料理に火を噴いていた。
宋 太郎（そう たろう）
通り名は「中華の虎」。ホテルグランシアス内の中華料理店総料理長。常にオーラを放っており、激昂すると気合で自分の服を破く。日本語で話す合間合間に、中国語（らしき言葉）も織り交ぜている。
ドン・アジータ
通り名は「イタリアの情熱」。ホテルグランシアス内のイタリア料理店総料理長。かわいい娘には目がなく、美鈴にうちで働かないかと誘っていた。
野田 亜希子（のだ あきこ）
若くしてホテルグランシアスのオーナーを務めている。アジータに「ミス」を冠して呼ばれていることから独身。味の助に対してやたら興味を持っている。

## 単行本
- 第1巻 ISBN 978-4063633535
- 第2巻 ISBN 978-4063633641
- 第3巻 ISBN 978-4063633948
- 第4巻 ISBN 978-4063634198
- 第5巻 ISBN 978-4063634426